# Estadio Doroteo Guamuch Flores
El Estadio Nacional Doroteo Guamuch Flores es un recinto deportivo localizado en la Ciudad de Guatemala. Se ubica en 10 Avenida, Ciudad de los deportes (antiguamente Ciudad Olímpica), Zona 5. Es el estadio más grande de Guatemala y el séptimo a nivel centroamericano. Su aforo oficial era de 50 000 espectadores, pero al colocarse las 35,000 butacas en todos sus sectores la capacidad se redujo a 26,116. La zona de asientos está dividida en cinco secciones: Palco (situado en el oeste y la única sección con techo), Tribuna (oeste que rodea el Palco), Preferencia (este), General Norte (norte) y el General Sur (al sur donde está la entrada principal). 
La gramilla está rodeada por una pista de ocho carriles de atletismo, que inicialmente se hizo de arena. Posteriormente se remodeló para tener una pista sintética de tartán. Fue construido en 1948 en el Gobierno de Juan José Arévalo, para acoger los Juegos Centroamericanos y del Caribe en 1950. Originalmente llamado «Estadio Nacional Olímpico de la Revolución», en 1952 se le cambió el nombre a «Estadio Mateo Flores» en honor del corredor de larga distancia Doroteo Guamuch Flores, (1922-2011), ganador del maratón de Boston. El nombre del estadio fue modificado al nombre propio de Guamuch por acuerdo del legislativo de Guatemala en 2016.
Se utiliza principalmente para partidos de fútbol; el estadio ha acogido a la mayoría de los partidos de local de la Selección Nacional de Fútbol a lo largo de su historia. El lugar es operado por la Confederación Deportiva Autónoma de Guatemala (CDAG).

## Historia

### Estadio de la Revolución

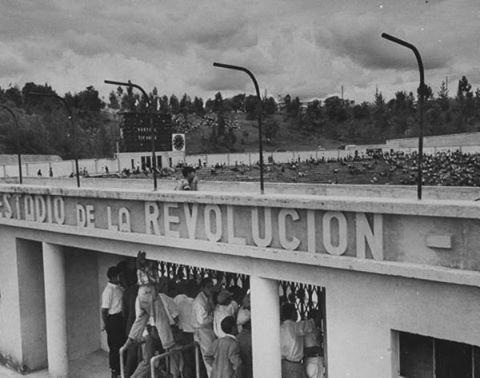
Fotografía del Estado de la Revolución poco después de su inauguración en 1950.

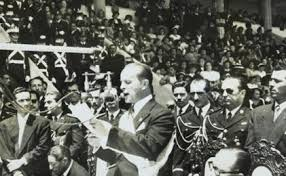
Toma de posesión del coronel Jacobo Árbenz Guzmán como presidente de Guatemala en el «Estadio de la Revolución» en 1951.

El estadio fue construido en 1948, como parte del proyecto para construir un grupo de instalaciones deportivas conocido como Ciudad Olímpica, en la Zona 5 de la capital guatemalteca. El ingeniero Juan de Dios Aguilar de León fue el profesional que dirigió los trabajos del Estadio Nacional y la Ciudad Olímpica, el primero tuvo un costo total de Q 1 500 000 y la Ciudad Olímpica costó Q582,418.00.  Originalmente llamado «Estadio Nacional de la Revolución», fue construido de hormigón armado, razón por la cual a veces es coloquialmente denominado "Coloso de concreto".  "Hoy, 25 de febrero de 1950 en presencia de ilustres visitantes de Pueblos amigos y de los delegados a los IVJuegos Centroamericanos y del Caribe, declaro estos Juegos solemnemente inaugurados, por el bien del deporte, freternidad de los Pueblos y grandeza de América". Estas fueron las primeras palabras del presidente Juan José Arévalo Bermejo  al momento de inaugurar los VI Juegos Centroamericanos y del Caribe, en los que el corredor local Doroteo (Mateo) Flores ganó el medio maratón. En 1951, el estadio fue escenario de la toma de posesión del presidente Jacobo Árbenz Guzmán, marcando la primera vez desde 1892, en que un presidente guatemalteco le entregaba el poder a su sucesor popularmente electo.
Después que Doroteo Guamuch Flores triunfó en el Maratón de Boston en 1952, y de que el gobierno revolucionario del coronel Jacobo Árbenz Guzmán fuera derrocado en 1954, el gobierno guatemalteco cambió el nombre del estadio, en reconocimiento a sus logros a nivel nacional e internacional. Desde entonces, el estadio es también coloquialmente llamado «El Mateo».

### La tragedia del 16 de octubre de 1996
En la noche del miércoles 16 de octubre de 1996, minutos antes del partido de eliminatorias al Mundial de 1998 entre las selecciones de Guatemala y Costa Rica, ochenta y tres personas murieron y más de doscientas resultaron heridas cuando un número elevado de aficionados trató de entrar en la sección General Sur, creándose una avalancha humana en la parte inferior de las gradas, separada del campo por una valla. La venta de billetes falsificados llevó a una excesiva asistencia del público y la modificación del diseño del edificio, eliminando el corredor en la base de los graderíos para poder instalar la pista de tartán, causó la estampida de aficionados que ocasionó a muchas personas asfixia, en una de las peores tragedias vistas en un estadio deportivo. Los cuerpos de socorro y hasta efectivos de la entonces Policía Nacional se hacían cargo de trasladar a los heridos y llevar los cadáveres a la pista de tartán, la cual sirvió para que fueran identificados.
Desde tempranas horas hubo personas que ofrecían boletos en los alrededores del recinto. Tiempo después se comprobó que para ese juego se falsificaron al menos 7 mil entradas. Además, se dijo que la Comisión de Selecciones mandó a imprimir 46 mil entradas, cuando lo aconsejable para un juego internacional era no más 38 mil. Los dirigentes de la Federación Nacional de Fútbol de esa época negaron ambos hechos y de paso aclararon que todos los deudos de las víctimas fueron resarcidos.
Nadie fue culpado por las muertes, todos los presuntos responsables fueron absueltos. El juzgado que llevó el caso declaró que se cometió el “delito de muchedumbre”, lo cual significa que no se pueden achacar las muertes a ninguna persona.
En consecuencia inmediata a la tragedia, el resto de dicha eliminatoria no se volvería a realizar en territorio guatemalteco.  El 7 de noviembre de 1996 la Federación Internacional de Fútbol Asociado (FIFA) emitió la sanción por medio de la cual el estadio debía clausurarse por dos años. Esto implicaba que la selección nacional no podría jugar en esa instalación sus partidos oficiales, hasta que se mejoraran las condiciones de seguridad.
Como resultado final,  los siguientes encuentros de local fueron el 24 de noviembre y el 8 de diciembre de 1996 en Los Ángeles, Estados Unidos (contra Costa Rica y Trinidad y Tobago, respectivamente),  y el 21 de diciembre en San Salvador ante Estados Unidos.

### La noche soñada

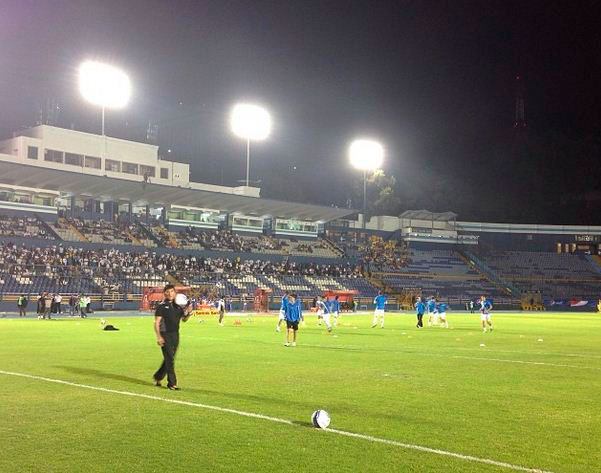
Comunicaciones FC entrenando en el estadio

El miércoles 6 de abril de 2011 se disputó el juego de cuartos de final del Campeonato Sub-20 de la Concacaf de 2011 entre las selecciones Sub-20 de Guatemala y Estados Unidos. Al minuto 32 del partido, Gerson Lima anotó el primer gol del equipo centroamericano, y colocó a su equipo en posición de hacerse con la primera clasificación de Guatemala a un campeonato mundial en su historia.
Para la segunda parte, Estados Unidos empató con un gol de Conor Doyle al minuto 65, poniendo el marcador 1-1. Henry López al minuto 68 anotó el segundo y definitivo gol de Guatemala; al minuto 93, cuando el árbitro central indicó el final del partido, Guatemala estaba por primera vez en una Copa Mundial de Fútbol.  
| 6 de abril de 2011, 20:00 | Guatemala                         | 2:1 (1:0) | Estados Unidos | Estadio Mateo Flores, Ciudad de Guatemala                                  |                                                                            |
|                           | Gerson Lima 32' · Henry López 68' |           | C. Doyle 65'   | Asistencia: 15.000 espectadores Árbitro(s): Roberto García Orozco (México) | Asistencia: 15.000 espectadores Árbitro(s): Roberto García Orozco (México) |

## Eventos deportivos importantes

### Juegos Centroamericanos y del Caribe
Ciudad de Guatemala se convirtió en la sexta ciudad en organizar los Juegos Centroamericanos y del Caribe.
- 28 de febrero al 12 de marzo de 1950. Se dieron oficialmente los VI Juegos Centroamericanos y del Caribe. En estos juegos compitieron 1390 atletas (163 mujeres). Los deportes que se practicaron fueron: Atletismo, Baloncesto, Béisbol, Bolos, Boxeo, Ciclismo, Clavados, Equitación, Esgrima, Fútbol, Gimnasia, Golf, Pesas, Lucha, Natación, Polo Acuático, Tenis, Tiro y Voleibol.

### Juegos Deportivos Centroamericanos
- I Juegos Deportivos Centroamericanos

24 de noviembre al 30 de noviembre de 1973. Este estadio fue sede de los Juegos Deportivos Centroamericanos. Participaron 966 atletas de 6 países centroamericanos, hubo 16 deportes diferentes. En el mismo se desarrollaron deportes de atletismo.
- III Juegos Deportivos Centroamericanos

4 de enero al 10 de enero de 1986. Por segunda vez fue sede de los Juegos Deportivos Centroamericanos, Participaron 1320 atletas de 5 países centroamericanos.
- VII Juegos Deportivos Centroamericanos

25 de noviembre al 3 de diciembre de 2001. Por tercera vez fue sede de los Juegos Deportivos Centroamericanos, Participaron las delegaciones de los 7 países de Centroamérica. Los favoritos de esas justas, fueron Guatemala y El Salvador, que habían ganado tres y dos de las ediciones anteriores. En el mismo se desarrollaron deportes de atletismo y fútbol.

### Campeonato Concacaf de Naciones
- 28 de marzo al 11 de abril de 1965. Fue sede del Campeonato Concacaf de 1965.

México conquistó su primer título continental de Concacaf y Guatemala quedó subcampeona.
En esta competición participaron 6 equipos:
| Equipos participantes | Equipos participantes | Equipos participantes | Equipos participantes | Equipos participantes | Equipos participantes | Equipos participantes |
| --------------------- | --------------------- | --------------------- | --------------------- | --------------------- | --------------------- | --------------------- |
| Antillas Neerlandesas | Costa Rica            | Guatemala             | Haití                 | México                | El Salvador           |                       |

### Copa Centroamericana[Nota 2]
- 16 de abril al 27 de abril de 1997. Fue sede de la Copa UNCAF 1997.

Por primera vez Guatemala era sede de una Copa Centroamericana. En ese torneo Costa Rica fue campeón y Guatemala subcampeón. Costa Rica, Guatemala, El Salvador y Honduras fueron los clasificados a la Copa de Oro de la Concacaf 1998.
En esta competición participaron 6 equipos:
| Equipos participantes | Equipos participantes | Equipos participantes | Equipos participantes | Equipos participantes | Equipos participantes | Equipos participantes |
| --------------------- | --------------------- | --------------------- | --------------------- | --------------------- | --------------------- | --------------------- |
| Costa Rica            | El Salvador           | Guatemala             | Honduras              | Panamá                | Nicaragua             |                       |

- 19 de febrero al 27 de febrero de 2005. Fue sede la Copa UNCAF 2005.

Por segunda vez era sede de una Copa Centroamericana. Los siete equipos se dividieron en dos grupos, uno de cuatro y otro de tres equipos. Los dos primeros de cada grupo clasificaron a las semifinales, y jugaron en la Copa de Oro de la Concacaf 2005. Costa Rica fue campeón y Honduras subcampeón. Costa Rica, Honduras, Guatemala y Panamá fueron los clasificados a la Copa de Oro de la Concacaf 2005.
En esta competición participaron los 7 equipos de la UNCAF:
| Equipos participantes | Equipos participantes | Equipos participantes | Equipos participantes | Equipos participantes | Equipos participantes | Equipos participantes |
| --------------------- | --------------------- | --------------------- | --------------------- | --------------------- | --------------------- | --------------------- |
| Belice                | Costa Rica            | El Salvador           | Guatemala             | Honduras              | Panamá                | Nicaragua             |

## Partidos históricos

### Comunicaciones vs Santos
La tarde del domingo 18 de enero de 1959, el club Comunicaciones, campeón de Guatemala, recibió en un juego amistoso al entonces equipo campeón de Brasil, el Santos FC, que en ese entonces, contaba entre sus filas a Edson Arantes do Nacimiento Pelé, quien había conseguido la Copa Jules Rimet con Brasil en la Copa del Mundo Suecia 58 menos de un año antes.
A los 22 minutos del primer tiempo Pelé batió al portero guatemalteco Guillermo Enríquez Gamboa y a los 5 minutos de iniciado el segundo tiempo, Pepe puso a ganar al Santos 2 goles a 0.  Finalmente, A nueve minutos del final, Francisco "Pinula" Contreras anotó para Comunicaciones el 2 a 1 definitivo.
| 18 de enero de 1959 | CSD Comunicaciones            | 1:2     | Santos FC           | Estadio Mateo Flores, Ciudad de Guatemala                  |                                                            |
|                     | Francisco López Contreras 81' | Reporte | Pelé 22' · Pepe 50' | Asistencia: 50.000 espectadores Árbitro(s): Emilio Aguilar | Asistencia: 50.000 espectadores Árbitro(s): Emilio Aguilar |

### Comunicaciones vs Real Madrid
La delegación española traía en sus filas al 5 veces campeón de Europa con sus máximas figuras de aquel tiempo encabezadas por Alfredo Di Stéfano, Puskas y Gento. El Real Madrid ganó 4-0 al Comunicaciones.

El equipo madridista fue contratado por la Asociación de Bienestar Infantil aprovechando una gira que haría el cuadro europeo por América. Los visitantes cobraron $ 31 mil quetzales por la presentación aunque donaron al menos la mitad. Antes de llegar a Guatemala jugaron en Ecuador y Costa Rica.
| 20 de agosto de 1961 | Comunicaciones | 0:4 | Real Madrid                                                         | Estadio Mateo Flores, Ciudad de Guatemala                  |                                                            |
|                      |                |     | Alfredo Di Stéfano 22' 36' · Félix Ruiz Gabari 75' · Paco Gento 89' | Asistencia: 50.000 espectadores Árbitro(s): Ricardo Méndez | Asistencia: 50.000 espectadores Árbitro(s): Ricardo Méndez |

### Comunicaciones vs Boca Juniors
En 1982, como parte de una gira mundial, el equipo argentino Boca Juniors, liderado en ese entonces por Diego Armando Maradona se presentó en el Estadio Doroteo Guamuch Flores, enfrentando al club Comunicaciones.  El resultado final fue de un triunfo del equipo argentino de 1 a 0, con gol de Maradona en contra del arquero chapín Ricardo Jérez Hidalgo.
| 27 de enero de 1982 | Comunicaciones | 0:1     | Boca Juniors       | Estadio Mateo Flores, Ciudad de Guatemala |                                 |
|                     |                | Reporte | Diego Maradona 46' | Asistencia: 50.000 espectadores           | Asistencia: 50.000 espectadores |

### Guatemala vs Argentina (1990)
En 1990, se enfrentaron en este estadio las selecciones de Guatemala y Argentina en un partido amistoso que le serviría a la selección del país suramericano para prepararse para la Copa Mundial de Italia 90.  El equipo dirigido por Carlos Salvador Bilardo contaba con numerosas estrellas argentinas del momento, exceptuando a Diego Maradona quien se reunió con la selección argentina cuando ésta llegó a Italia. El resultado final fue de un cerrado empate entre ambos equipos.  Ese año, Argentina terminaría subcampeón en la Copa.

### Guatemala vs Argentina (2013)
El 14 de junio de 2013, como parte de un partido amistoso se enfrentaron las selecciones de Guatemala y Argentina. En un principio debía ser la despedida de Carlos Ruiz de la selección de Guatemala, pero debido a una lesión del jugador ya no se le consideró como tal. La Selección de Argentina trajo a sus principales estrellas como Lionel Messi, Javier Mascherano, Ezequiel Lavezzi, Sergio Agüero, entre otros.
| 14 de junio de 2013, 20:00 | Guatemala | 0:4 (0:3) | Argentina                                              | Estadio Mateo Flores, Ciudad de Guatemala            |                                                      |
|                            |           |           | Augusto Fernández 36' · Lionel Messi 15' 40' (pen) 49' | Asistencia: 22.000 espectadores Árbitro(s): A.Castro | Asistencia: 22.000 espectadores Árbitro(s): A.Castro |

### Finales en competición internacional
| 24 de octubre de 1974 (Partido de ida en la final de la Copa de Campeones de la Concacaf 1974) | Transvaal     | 1:2 (0:0) | Municipal                             | Estadio Mateo Flores, Ciudad de Guatemala |  |
|                                                                                                | Vanenburg 55' | Reporte   | Anderson 48' · Washington Benítez 75' |                                           |  |

| 27 de octubre de 1974 (Partido de vuelta en la final de la Copa de Campeones de la Concacaf 1974) | Municipal         | 2:1 (1:1) (Global 4:2) | Transvaal            | Estadio Mateo Flores, Ciudad de Guatemala                  |                                                            |
|                                                                                                   | Mitrovich 33' 73' | Reporte                | Vanenburg 43' (pen.) | Asistencia: 30.000 espectadores Árbitro(s): Javier Galindo | Asistencia: 30.000 espectadores Árbitro(s): Javier Galindo |

| 14 de diciembre de 2021, 22:00 (Partido de vuelta en la final de la Liga Concacaf 2021) | Comunicaciones                        | 4:2 (2:2) (Global 6:3) | Motagua               | Estadio Doroteo Guamuch Flores, Ciudad de Guatemala |                               |
| 22:00 (UTC-6)                                                                           | Anangonó 42', 45+1', 66' · Lacayo 54' | Reporte                | Moreira 4' · Vega 27' | Árbitro(s): Enrique Santander                       | Árbitro(s): Enrique Santander |

## Eventos artísticos
El Estadio Mateo Flores ha sido anfitrión de otros eventos no relacionados con el fútbol. El cantante guatemalteco Ricardo Arjona ha sido el artista que ha logrado llenar el estadio en más ocasiones (6 oportunidades).  Entre los artistas que han realizado presentaciones en el estadio están:
| País                      | Artista               |
| ------------------------- | --------------------- |
| Bandera de España         | Alejandro Sanz        |
| Bandera de Estados Unidos | Bon Jovi              |
| Bandera de Guatemala      | Bohemia Suburbana     |
| Bandera de México         | Carlos Santana        |
| Bandera de Argentina      | Enanitos Verdes       |
| Bandera de Venezuela      | Franco de Vita        |
| Bandera de Estados Unidos | Jennifer Lopez        |
| Bandera de México         | Juan Gabriel          |
| Bandera de Uruguay        | Los Iracundos         |
| Bandera de Guatemala      | Malacates Trébol Shop |
| Bandera de México         | Maná                  |
| Bandera de Estados Unidos | Metallica             |
| Bandera de Alemania       | Paul Van Dyk          |
| Bandera de México         | RBD                   |
| Bandera de Estados Unidos | Red Hot Chili Peppers |
| Bandera de Puerto Rico    | Ricky Martin          |
| Bandera de Guatemala      | Ricardo Arjona        |
| Bandera de Venezuela      | Ricardo Montaner      |
| Bandera de México         | Siempre en domingo    |
| Bandera de Colombia       | Shakira               |
| Bandera de México         | Los Tigres del Norte  |
| Bandera de Argentina      | Titanes en el Ring    |
| Bandera de México         | Vicente Fernández     |
| Bandera de Guatemala      | Viento en Contra      |
| Bandera de México         | OV7                   |

## Remodelaciones

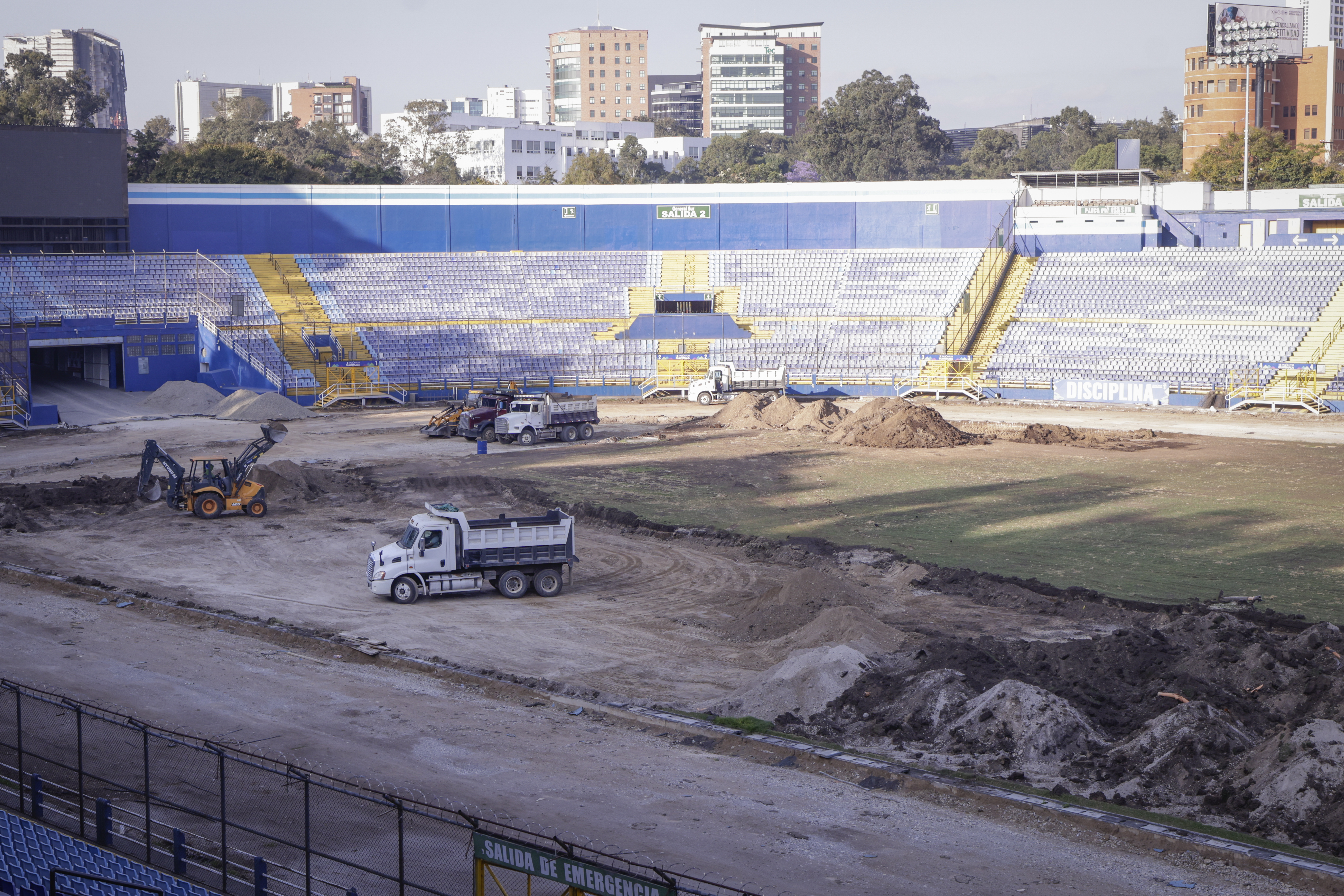
Remozamiento del estadio en 2025

A mediados de 2008 se planteó la remodelación del estadio, pero no se aprobó el proyecto; después de las discusiones pertinentes, el Congreso de la República no concedió la concesión requerida.
En 2013, la pista de tartán se cambió por una nueva de color azul, con la misma tecnología que la que cuenta el Estadio Olímpico de Berlín y se cambió el muro perimetral del estadio. Desde su construcción, se han remodelado camerinos, se ha reparado e instalado la pista de atletismo y el área de lanzamientos de atletismo. También se realizaron remodelaciones para cumplir con la norma de reducción de desastres número dos (NRD-2), entre ellas ampliación de los pasillos de los graderios de espectadores, ampliación de las salidas de emergencia y habilitación de puertas de emergencia.